# Hyloscirtus albopunctulatus
Hyloscirtus albopunctulatus é uma espécie de anuro da família Hylidae encontrado na Colômbia, no Equador e no Peru. Seu habitat natural é de florestas subtropicais ou tropicais úmidas de baixo relevo. Encontra-se ameaçado devido à destruição de seu habitat.